# Der weiße Hirsch
Der weiße Hirsch ist ein Kurzfilm (2002) von Annekathrin Wetzel.

## Handlung
Das junge Paar Moritz und Lola verirrt sich ins Erzgebirge. Dort wird Moritz mit seiner Vergangenheit konfrontiert. Erst als ein weißer Hirsch auftaucht, taut der sich stark gebende Moritz auf und gesteht Lola seine Liebe. Der Hirsch war eine Prophezeiung seiner Mutter, dass dieses Tier ihm zeige, wen er liebt.